# Municipio de Ash Lake
El municipio de Ash Lake (en inglés: Ash Lake Township) es un municipio ubicado en el condado de Lincoln en el estado estadounidense de Minnesota. En el año 2010 tenía una población de 151 habitantes y una densidad poblacional de 1,59 personas por km².

## Geografía
El municipio de Ash Lake se encuentra ubicado en las coordenadas 44°25′22″N 96°16′19″O / 44.42278, -96.27194. Según la Oficina del Censo de los Estados Unidos, el municipio tiene una superficie total de 94.91 km², de la cual 93,2 km² corresponden a tierra firme y (1,8 %) 1,71 km² es agua.

## Demografía
Según el censo de 2010, había 151 personas residiendo en el municipio de Ash Lake. La densidad de población era de 1,59 hab./km². De los 151 habitantes, el municipio de Ash Lake estaba compuesto por el 100 % blancos. Del total de la población el 0 % eran hispanos o latinos de cualquier raza.